# Kaloian, Varna
Kaloian (în bulgară Калоян) este un sat în comuna Vălci Dol, regiunea Varna,  Bulgaria. 

## Demografie
Componența etnică a satului Kaloian
     Turci (9,39%)
     Bulgari (89,47%)
     Nicio identificare (1,12%)
     Altele (0%)
La recensământul din 2011, populația satului Kaloian era de 266 locuitori. Din punct de vedere etnic, majoritatea locuitorilor (89,47%) erau bulgari, cu o minoritate de turci (9,39%). Pentru 1,12% din locuitori nu este cunoscută apartenența etnică.